# Miha Golob
Miha Golob, organizator goriških dijakov, * 8. september 1854, Obloke, † 11. julij 1873, reka Soča pri Pevmi.
Rodil se je očetu Jožefu in materi in materi Ani (roj. Brelih). Vodil je pevsko društvo slovenskih dijakov v Gorici ter imel več zaslug za uspelo prireditev v goriški čitalnici 8. marca 1873. Usmerjen je bil mladoslovensko. Utonil je kot osmošolec tik pred maturo v Soči pod pevmskem mostom. Profesor goriške gimnazije Fran Levec ga je v nekrologu imenoval »brez ugovora najboljši slovenski dijak na goriški gimnaziji«, Simon Rutar pa je v nekrologu globoko obžaloval smrt »glave goriških dijakov« in sodil, da bi Golob postal »steber narodne samostojnosti« ter izvrsten humorist in satirik.